# フランク・ブグリオーニ
フランク・ブグリオーニ（Frank Buglioni、1989年4月18日 - ）は、イギリスの男性プロボクサー。インフィールド・ロンドン特別区出身。

## 来歴
2011年11月5日、ウェンブリーのウェンブリー・アリーナでデビュー戦を行い、初回2分4秒TKO勝ちを収めデビュー戦を白星で飾った。
2013年11月30日、ロンドンのカッパー・ボックスでステファン・ホーバスとWBOヨーロピアンスーパーミドル級王座決定戦を行い、8回2分53秒TKO勝ちを収め王座獲得に成功した。
2014年2月15日、ロンドンのカッパー・ボックスでガエタノ・ネスプロと対戦し、5回2分24秒TKO勝ちを収めWBOヨーロピアン王座初防衛に成功した。
2014年4月12日、ロンドンのカッパー・ボックスでセルゲイ・コミットスキーと対戦し、プロ初黒星となる6回1分4秒TKO負けを喫しWBOヨーロピアン王座2度目の防衛に失敗し王座から陥落した。
2014年7月16日、ロンドンのヨーク・ホールでサム・カズンズとBBBofC南部スーパーミドル級王座決定戦を行い、4回2分24秒TKO勝ちを収め王座獲得に成功した。
2014年11月29日、ロンドンのエクセル展覧会センターでアンドリュー・ロビンソンとWBOヨーロピアンスーパーミドル級王座決定戦を行い、10回3-0(2者が97-92、97-93)の判定勝ちを収めWBOヨーロピアン王座への返り咲きに成功した。
2014年12月15日、WBO最新ランキングを発表し、ブグリオーニをスーパーミドル級10位にランクインした。
2015年2月28日、ロンドンのO2アリーナでイバン・ユキッチと対戦し、初回1分25秒TKO勝ちを収めWBOヨーロピアン王座初防衛に成功した。
2015年5月9日、ウェンブリーのウェンブリー・アリーナでリー・マーカムと対戦し、10回1-1(96-94、94-96、95-95)の判定で引き分けたがWBOヨーロピアン王座2度目の防衛に成功した。
2015年5月14日、WBOは最新ランキングを発表し、ブグリオーニをスーパーミドル級5位にランクインした。
2015年7月8日、WBAは最新ランキングを発表し、ブグリオーニをスーパーミドル級13位にランクインした。
2015年7月24日、ウェンブリーのウェンブリー・アリーナでWBA世界スーパーミドル級王者ヒョードル・チュディノフと対戦する予定だったが、試合の2週間前にチュディノフがスパーリング中に鼻を骨折し延期となり、代替試合としてフェルナンド・カスタネダとWBAインターナショナルスーパーミドル級王座決定戦を行い、5回2分26秒KO勝ちを収め王座獲得に成功した。
2015年8月10日、WBOは2015年8月度のランキングを発表し、ブグリオーニをスーパーミドル級ランキングから除外した。
2015年8月12日、WBAは最新ランキングを発表し、ブグリオーニをスーパーミドル級4位にランクインした。
2015年9月26日、ウェンブリーのウェンブリー・アリーナでWBA世界スーパーミドル級王者ヒョードル・チュディノフと対戦し12回0-3（106-120、108-118、109-117）の判定負けを喫し王座獲得に失敗した。

## 獲得タイトル
- WBOヨーロピアンスーパーミドル級王座
- BBBofC南部スーパーミドル級王座
- WBAインターナショナルスーパーミドル級王座